# Davey Havok
David Paden Marchand (nascido David Passaro Paden, em 20 de novembro de 1975, em Rochester, Nova York), mais conhecido pelo nome artístico de Davey Havok, é o vocalista da banda de rock americana AFI e a banda de música eletrônica Blaqk Audio.
Havok atualmente é defensor dos estilos de vida straight edge e veganismo.

## Biografia
Havok nasceu em Rochester, Nova York, e é de ascendência italiana. Quando tinha cinco anos de idade, seu pai veio a falecer e então sua mãe se casou novamente, Dave assim assumiu o sobrenome de seu padrasto, Marchand. Quando Havok tinha seis anos, ele e sua família se mudaram de Rochester para Ukiah, na Califórnia. Lá, frequentou uma escola católica até a oitava série.
Quando estava no ensino médio, ele e seus amigos Mark Stopholese e Vic Chalker decidiram montar uma banda, apesar de não possuirem ou não saberem tocar qualquer instrumento. Stopholese sugeriu que seu amigo Adam Carson poderia se juntar à banda como baterista, já que ele sabia que Carson tinha uma bateria [3].
Logo após o ensino médio, a banda se separou e Havok mudou-se para Berkeley, Califórnia, onde estudou na UC Berkeley, pretendendo se formar em Inglês e Psicologia as quais ele só frenquentou por apenas 2 anos. Ele começou escrevendo constantemente letras de canções que acabariam por aparecer no álbum Answer That and Stay Fashionable, do AFI.
Em uma reunião memorável, a banda tocou no teatro Phoenix para várias centenas de fãs. Após a boa recepção, eles decidiram se reunir e gravar um álbum. Em 1995, o primeiro álbum da banda, Answer That and Stay Fashionable, foi lançado pela Wingnut Records e em 1996, o segundo álbum, Very Proud of Ya, foi lançado pela Nitro Records. Em 1997, a banda lançou seu terceiro álbum, Shut Your Mouth And Open Your Eyes, no qual as letras de Havok são mais pesadas a cerca de religião e outros aspectos sociais.
O próximo lançamento foi o Fire Inside EP, que apresentava covers de "The Hanging Garden", do The Cure. Nessa época, Davey começou a ostentar influências de Robert Smith, e "Demonomania" de The Misfits.

### AFI
Em 1999, a banda lançou o Black Sails in the Sunset, que foi o primeiro álbum para incluir o atual line-up: Havok, Carson, Hunter Burgan e Jade Puget. No outono de 1999, eles lançaram o EP All Hallows, que reuniu um cult entre os fãs, e é talvez o EP mais popular da banda.
Em 2000, eles lançaram The Art of Drowning que foi recorde de vendas, e teve grande aclamação pelos fãs da banda. O grupo excursionou com outra banda, Samhain, em sua turnê de reencontro. Havok juntou mais tarde três músicos de Samhain, Steve Zing, London May e Todd Youth, e gravou um álbum no estilo da banda Samhain (Horror Punk), sob o nome Son of Sam, intitulada Songs From The Earth. Em 2000, quando Michale Graves havia deixado o Misfits, Havok foi abordado pela Roadrunner Records para ser o novo vocalista, no entanto, Havok disse a um entrevistador que ele nunca iria deixar o AFI, pois era a sua própria banda [4].
Na sequência dos trabalhos de Davey com o Son of Sam, o AFI continuou a fazer turnês por alguns anos e lançou alguns EP no caminho. Em 2003, o primeiro lançamento da banda por uma gravadora grande, Sing the Sorrow, foi lançado, alcançando recorde de vendas.
Em 6 de junho de 2006, o álbum Decemberunderground foi lançado pela Interscope Records. Havok, juntamente com o AFI, excursionou ao redor do mundo, e cada turnê foi batizada com o nome de uma canção do álbum. Junto com esta série de concertos, o primeiro DVD do AFI, I Heard a Voice, foi lançado em 12 dezembro de 2006, juntamente com o show ao vivo na Long Beach Arena, de 15 de setembro de 2006. Este DVD foi lançado em versão CD em novembro de 2007.
O oitavo álbum de estúdio do AFI, Crash Love, foi lançado em 29 de setembro de 2009.

### Blaqk Audio
Em 14 de agosto de 2007, Havok, juntamente com o guitarrista do AFI, Jade Puget, lançou o primeiro álbum de seu projeto eletrônico chamado Blaqk Audio, intitulado CexCells. Em dois meses, o Blaqk Audio saiu em uma longa turnê americana e canadense. Segundo lançamento do Blaqk Áudio, Bright Black Heaven foi lançado em setembro de 2012, e uma breve turnê americana se seguiu.

## Linhas de roupas
Glitterboy
Vestuário foi uma linha de moda de curta duração criado por Havok. Ele foi inspirado em parte pela cena musical glam dos anos 70, entre outras coisas. A linha foi cancelada devido a diferenças criativas entre Havok e [falta de informações].
Paden
Foi lançado em 2007 e estava disponível exclusivamente através das lojas de vestuário Fred Segal, na Califórnia.
Tokyo Hardcore
Em 3 de setembro de 2007, Jeffree Star postou um boletim no MySpace, dizendo que ele e Havok haviam modelado para toda a linha de Tarina Tarantino, jóias novas, Tokyo Hardcore. [5] O catálogo foi lançado em setembro de 2007 e um vídeo teaser foi Postado em Buzznet, juntamente com um jornal por Tarantino [6].
Zu Boutique
Lançado em agosto de 2008, a linha de roupas de Havok são caracterizadas pela alta qualidade na produção das camisetas e também pela exclusividade, sendo uma tiragem limitada de 100 camisas por design. [7] A linha "é uma homenagem à cultura pop, com visão de futuro, e do hedonismo", segundo Havok. A linha de jóias foi lançado em março de 2009 e tem uma colaboração entre a Zu Boutique com direção de Rusty Pistachio famoso pela de punk rock H2O. As jóias também serão limitadas, sendo apenas de 10 a 90 peças de cada desenho feito [8].
Em agosto de 2009, Davey Havok desenhou um design de sapatos novos com Macbeth (uma empresa de calçado) para a linha de roupas Zu Boutique.

## Filmes
Em 2009, Havok se juntou a uma lenda dos filmes de sci-fi, Lance Henriksen e os ícones de filmes de horror Bill Moseley e Danielle Harris no elenco das séries do "ilustrado filme" Godkiller. Havok dublou o papel do antagonista, um deus caído chamado Dragos[9]. Havok já dublou o papel de feno na animação stop-motion filme Live Freaky Die Freaky. Ele também desempenhou um pequeno papel em um filme indie 1,997 Mary Jane's Not Anymore uma Virgem.
Em 10 de fevereiro de 2011, foi anunciado que o Havok vai se juntar ao elenco de American Idiot do Green Day na Broadway. Havok estará desempenhando o papel de St. Jimmy [10].

## Discografia

### AFI
Ver artigo principal: discografia AFI

### Son of Sam
- Songs from the Earth (2001)

### Blaqk Audio
- CexCells
- Bright Black Heaven (2012)

## Aparições Especiais
Havok tem aparecido como vocalista convidado em lançamentos de várias outras bandas, incluindo:
- Backing Vocals com a banda Tiger Army, nos álbuns Tiger Tiger Army's Army, Tiger Army II: Power of Moonlite, Tiger Army III: Ghost Tigers Rise com um nome diferente e Music from Regions Beyond.
- A canção "Quick Death" dos Transplants, do álbum auto-intitulado.
- The Nerve Agents, na faixa "Jekyl e Hyde" e em seu segundo lançamento, Days of the White Owl.
- Backing vocals do The Offspring, nos álbuns Ixnay on the Hombre and Americana.
- A música "I Don't Wanna Behave" do Dance Hall Crashers, do álbum Lockjaw.
- The Fury 66, na faixa "Blue Strip".
- The Heckle com o cover da música Misfits "Astro-Zombies".
- Havok também aparece no DVD Wolves Among Sheep, do Bleeding Through.
- Havok é visto no CD e DVD do Eighteen Visions, aparece até mesmo durante as gravações de seu álbum auto-intitulado.
- Havok cantou fez dueto com Billie Joe Armstrong duas vezes no Green Day's 2nd leg of the North American 21st Century Breakdown Tour, e há boatos que estará no próximo álbum do Green Day ao vivo.
- Cantou a música "Knowledge" do Operation Ivy, com Tim Armstrong e "Rádio" com o Rancid na Give 'Em the Boot DVD.
- Teve vocal em destaque, junto com outros ilustres músicos punk rock, em uma gravação de secretária eletrônica no álbum All Bets Off, "Girls About Songs".
- Cantou um cover de Straight Edge Revenge do Project X ao lado da banda de punk hardcore Ceremony em 6 de novembro de 2008 em Berkeley, Califórnia.
- Participação especial na canção de Scarlet Grey "The Sky & I", do álbum de Fancy Blood.